# Miconia ferreyrae
Miconia ferreyrae är en tvåhjärtbladig växtart som beskrevs av John Julius Wurdack. Miconia ferreyrae ingår i släktet Miconia och familjen Melastomataceae. Inga underarter finns listade i Catalogue of Life.